# IX Assemblea nazionale del popolo
La IX Assemblea nazionale del popolo (cinese: 第一届全国人民代表大会) fu eletta tra l'ottobre 1997 e il marzo 1998 e restò in carica fino al 2003. Era composta da 2979 deputati e si riunì in cinque sessioni. L'Assemblea elesse le nuove cariche dello Stato:
- presidente della Repubblica Popolare Cinese: Jiang Zemin;
- presidente del Comitato Permanente dell'Assemblea nazionale del popolo: Li Peng;
- primo ministro del Consiglio di Stato: Zhu Rongji;
- presidente della Commissione militare centrale: Jiang Zemin;
- presidente della Corte suprema del popolo: Xiao Yang;
- procuratore capo della Procura suprema del popolo: Han Zhubin.